# Samid
Samid (arab. صميد) – wieś w Syrii, w muhafazie As-Suwajda. W 2004 roku liczyła 853 mieszkańców.